# Leotiomycetes
Die Leotiomycetes sind eine Klasse der Schlauchpilze. Sie enthält keine Flechtenbildner.

## Merkmale
Morphologisch sind die Leotiomycetes sehr vielgestaltig. Ein großer Teil besitzt kleine Apothecien als Fruchtkörper mit einem freiliegenden Hymenium und inoperculaten, unitunicaten Asci, die sich mit einer apikalen Perforationspore öffnen und so die Sporen entlassen. Die Erysiphales, Myxotrichaceae und Thelebolales besitzen hingegen einfache, kleistothecische Fruchtkörper. Die Form der Fruchtkörper kann eine farbenprächtige, tischtennisball-große Kugel sein (Golfkugelpilze – Cyttaria), oder kleine dunkle Punkte auf Koniferen-Nadeln (Spaltlippen – Lophodermium). Die Konsistenz des Fruchtkörpers reicht von gallertartig (Schmutzbecherlinge – Bulgaria), über haarig und fleischig bis zerbrechlich (Hyaloscyphaceae). Die Mehltaupilzartige (Erysiphales) und die Thelebolales besitzen sehr kleine, geschlossene Fruchtkörper mit teilweise nur einem Ascus. Der Großteil der Arten bildet achtsporige Asci, manche Vertreter, wie Thelebolus stercoreus bilden bis zu 2.000 Sporen pro Ascus.
Die Sporen sind nicht oder transversal septiert, durchscheinend (hyalin) oder pigmentiert, und in Längsrichtung leicht asymmetrisch.
Bei manchen Gruppen treten Anamorphe auf, diese können hyphomycetisch oder coelomycetisch sein.

## Ökologie

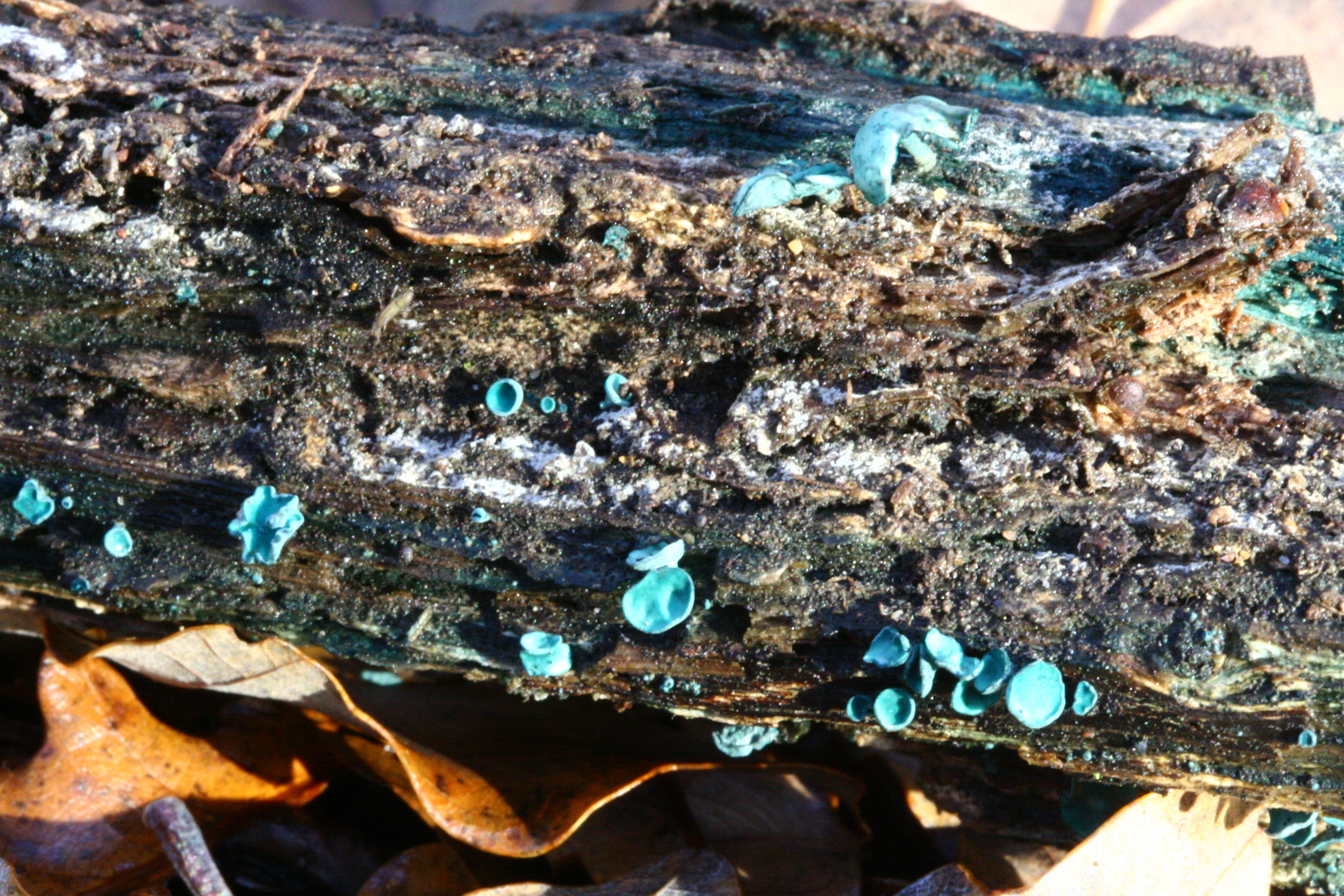
Kleinsporiger Grünspanbecherling (Chlorociboria aeruginascens), Helotiaceae.

Die Lebensweise ist genauso vielfältig wie die Morphologie. Vielfach sind die Pilze jedoch in irgendeiner Art an Pflanzen gebunden: es gibt Pflanzenpathogene (Sklerotienbecherlinge – Sclerotinia), Endophyten (Phacidium), Saprobionten, Mykorrhiza-Bildner (Hymenoscyphus), Wurzelfäule-Erreger und auch Nematophage Pilze.

## Systematik

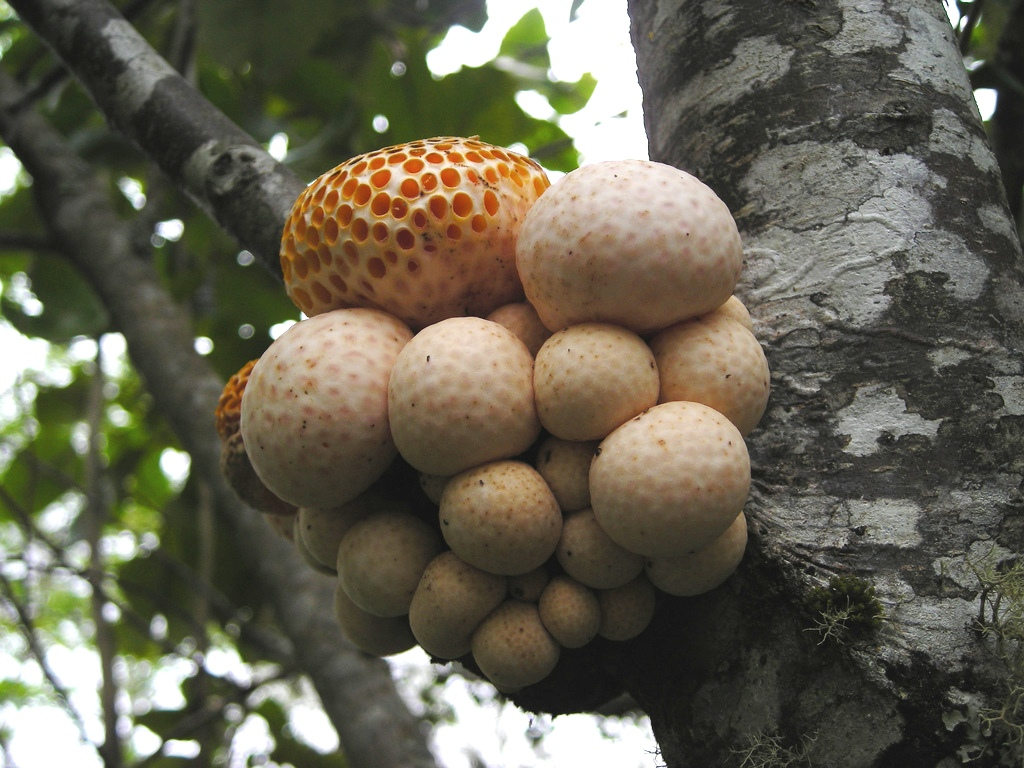
Cyttaria darwinii, Cyttariales

Trotz ihrer großen morphologischen und ökologischen Vielfalt sind die Leotiomycetes im hier dargestellten Umfang aufgrund von DNA-Sequenz-Vergleichen gut als monophyletische Gruppe abgesichert. Die früher dazugezählten Geoglossaceae werden jedoch nicht mehr hierher gestellt. Wijayawardene et al. (2022) gliedern die Klasse wie folgt:
- Ordnung Chaetomellales
- Ordnung Helotiales: Die Helotiales waren lange eindeutig nicht monophyletisch. Die anderen Ordnungen liegen in Kladogrammen innerhalb der Helotiales. Eine Neugliederung der Helotiales umfasst inzwischen auch die Golfkugelpilzartigen (Cyttariales) und die Mehltaupilzartigen (Erysiphales) und ist mit 35 Familien die mit Abstand größte Ordnung.[4][6][7]
- Ordnung Lahmiales mit einziger Familie Lahmiaceae
- Ordnung Lauriomycetales mit einziger Familie Lauriomycetaceae
- Ordnung Leotiales
  - Familie Cochlearomycetaceae mit zwei Gattungen
  - Familie Leotiaceae mit vier Gattungen
  - Familie Lichinodiaceae mit einer Gattung
  - Familie Mniaeciaceae mit zwei Gattungen
  - Familie Tympanidaceae mit sieben Gattungen
- Ordnung Marthamycetales mit der Familie Marthamycetaceae
- Ordnung Medeolariales mit der Familie Medeolariaceae
- Ordnung Micraspidales mit der Familie Micraspidaceae[8]
- Ordnung Phacidiales: 2014 aus den Helotiales als deren Schwesterklade ausgegliedert.[9]
  - Familie Helicogoniaceae mit sieben Gattungen
  - Familie Phacidiaceae mit neun Gattungen
- Ordnung Runzelschorfartige (Rhytismatales)
  - Familie Cudoniaceae mit zwei Gattungen
  - Familie Rhytismataceae mit 52 Gattungen
  - Familie Triblidiaceae mit zwei Gattungen
- Ordnung Thelebolales
  - Familie Pseudeurotiaceae mit acht Gattungen
  - Familie Thelebolaceae mit 13 Gattungen

Die frühere Familie Porodiplodiaceae zählt jetzt zu den Pezizellacae innerhalb der Helotiales.